# Віталіус Спасіонніковс
Віталіус Спасіонніковс (лат. Vitālijs Spasjoņņikovs; 24 квітня 1986, Рига) — латвійський футбольний арбітр. Він судить матчі у Вірслізі з 2013 року. Арбітр ФІФА та УЄФА з 2021 року.

## Суддівська кар'єра
29 березня 2023 року Спасіонніковс провів свій перший матч у чемпіонаті Латвії. Під час матчу між Металургс (Лієпая) та МЕТТА (4–0) арбітр тричі показав жовту картку.
У єврокубках дебютував 8 липня 2021 року під час матчу між ФК «Гонка» та «НСІ Рунавік» у рамках першого кваліфікаційного раунду Ліги конференцій Європи УЄФА. Гра закінчилася з рахунком 0–0, і Спасіонніковс не показував карток у цьому матчі.
Свій перший міжнародний матч на рівні збірних він відсудив 7 червня 2021 року, коли Україна перемогла з рахунком 4–0 Кіпр завдяки голам Андрія Ярмоленка (двічі), Олександра Зінченка та Романа Яремчука. Під час цієї гри Спасіонніковс показав червону картку кіпріоту Андреасу Панайоту.
Спасіонніковс судив фінал Кубка Латвії 2023 року.